# 大护法
《大护法》（原名：大护法之黑花生）是一部2017年中国奇幻动画电影，由光线传媒、好传文化传播等出品，虫左道右工作室监制，猫眼影业发行。该片由不思凡执导，主要配音演员包括小连杀、图特哈蒙、金士杰、幽舞越山等人，于2017年7月13日在中国大陆上映，是中国大陆首部自主分级PG-13电影。

## 剧情
奕卫国大护法为寻找失踪已久的太子，来到一个陌生小镇，小镇上空漂浮着一个巨大的黑色花生状球体，故名为花生镇。这里的居民外形酷似花生，当身上长出鬼蘑菇时便会被守卫枪决。他们反对一切外来事物，麻木而愚昧。在躲避守卫追杀的过程中，大护法偶遇太子，并一同卷入了一场关于欲望的冒险故事。

## 原声音乐
| 曲序 | 曲目                 |      | 作曲   | 演唱 |
| ---- | -------------------- | ---- | ------ | ---- |
| 1.   | 《不说话》（概念曲） | 易巧 | 贾鹏芳 | 周深 |

## 反响
《大护法》上映之后，收获了较好的口碑，在2017年7月底豆瓣电影评分为8.0分。然而好口碑却没能转化为好票房，新华社专门发文分析了《大护法》“叫好不叫座”的原因。

### 荣誉
| 獎項         | 頒獎日期       | 榮譽         | 獲獎或被提名人 | 結果 | 參    |
| ------------ | -------------- | ------------ | -------------- | ---- | ----- |
| 第54屆金馬獎 | 2017年11月25日 | 最佳動畫長片 | 《大護法》     | 提名 | [ 6 ] |